# Owarinai Yume
Singles de Nanase Aikawa
Dandelion
(2001) Roppongi Shinjyu
(2002)
Owarinai Yume est le 20e single de Nanase Aikawa, sorti sous le label Avex Trax le 5 juin 2002 au Japon. Il atteint la 14e place du classement de l'Oricon et reste classé pendant 3 semaines pour un total de 22 000 exemplaires vendus. Owarinai Yume a été utilisé comme opening pour l'anime Inu-Yasha. Owarinai Yume se trouve sur les compilations ID：2 et Rock or Die.

## Liste des titres
| 1. | Owarinai Yume (終わりない夢)                |  |
| 2. | Cryin' in the rain                          |  |
| 3. | Do it!!                                     |  |
| 4. | Owarinai Yume (Instrumental) (終わりない夢) |  |